# Feldberger Seenlandschaft
Feldberger Seenlandschaft  är en amtsfri kommun i nordtyska förbundslandet Mecklenburg-Vorpommern. Kommunen grundades den 13 juni 1999 genom en sammanläggning av den dåvarande staden Feldberg, som gav upp sina stadsrättigheter, och kommunerna Conow, Dolgen, Lichtenberg och Lüttenhagen. Kommunförvaltningen har sitt säte i ortsdelen Feldberg.

## Geografi
Kommunen är belägen i det sjörika landskapet Feldberger Seenplatte, som har givit namn åt den nyskapade kommunen. Kommunen ligger i södra delen av distriktet Mecklenburgische Seenplatte vid gränsen till förbundslandet Brandenburg.
Kommunen ligger också i naturparken med samma namn och ortsdelen Waldsee är belägen i den östra delen av nationalparken Müritz.

### Ortsdelar
Kommunen Feldberger Seenlandschaft består av 32 ortsdelar:
| - Cantniz - Carwitz - Conow - Dolgen - Dolgen Siedlung - Gräpkenteich - Feldberg - Hasselförde | - Hochfeld - Hohenwippel - Hullerbusch - Koldenhof - Köllershof - Krumbeck - Labee - Laeven | - Lichtenberg - Lüttenhagen - Mechow - Neubrück - Neugarten - Neuhof - Rosenhof - Schlicht | - Schönhof - Tornowhof - Triepkendorf - Waldsee - Weitendorf - Wendorf - Wittenhagen - Wrechen |

## Kommunikationer
Norr om kommunen går förbundsvägen (tyska:Bundesstraße) B 198.